# Departamento Federal da Economia
O Departamento Federal da Economia é um dos sete departamentos do Conselho Federal Suíço, o DFE.
Como o seu nome indica, este departamento é o centro de competências do governo suíço por todos as questões de economia e da política comercial. O DFE é composto (2012) de vários escritórios entre os quais se contam o Secretariado do Estado à economia, o Escritório da formação profissional e tecnologia, o Escritório da agricultura e o Escritório do Alojamento.

## Serviços
Paralelamente tem certas unidades administrativas como a Supervisão dos preços, o Comissariado da concorrência, o Escritório do consumo e a Comissão para a Tecnologia e a inovação. o DFE comporta os seguintes serviços: 
- Secretariado do estado à economia
- Escritório da integração
- Escritório federal da formação profissional e tecnológica
- Escritório federal da agricultura; e veterinária
- Escritório federal do alojamento
- Escritório federal do consumo; e controlo dos preços
- Comissão da concorrência
- Commissão para a tecnologia e a inovação
- Instituto Federal das grandes escolas e formação profissional

## Denominações
Este dapartamento tem tido algumas alterações do nome e as últimas foram:
- 1979 : Departamento federal de economia pública
- 1998 : Departamento federal da economia